# Strzydzew
Strzydzew – wieś w Polsce położona w województwie wielkopolskim, w powiecie pleszewskim, w gminie Czermin.
W latach 1975–1998 miejscowość administracyjnie należała do województwa kaliskiego.
We wsi znajduje się częściowo odbudowana ruina dworku Feliksa Sosnowskiego.
W Strzydzewie ma swoją siedzibę katolicka Parafia św. Józefa Rzemieślnika.